# Cameria
No confundir con Cameria (Lacio), antigua ciudad latina.

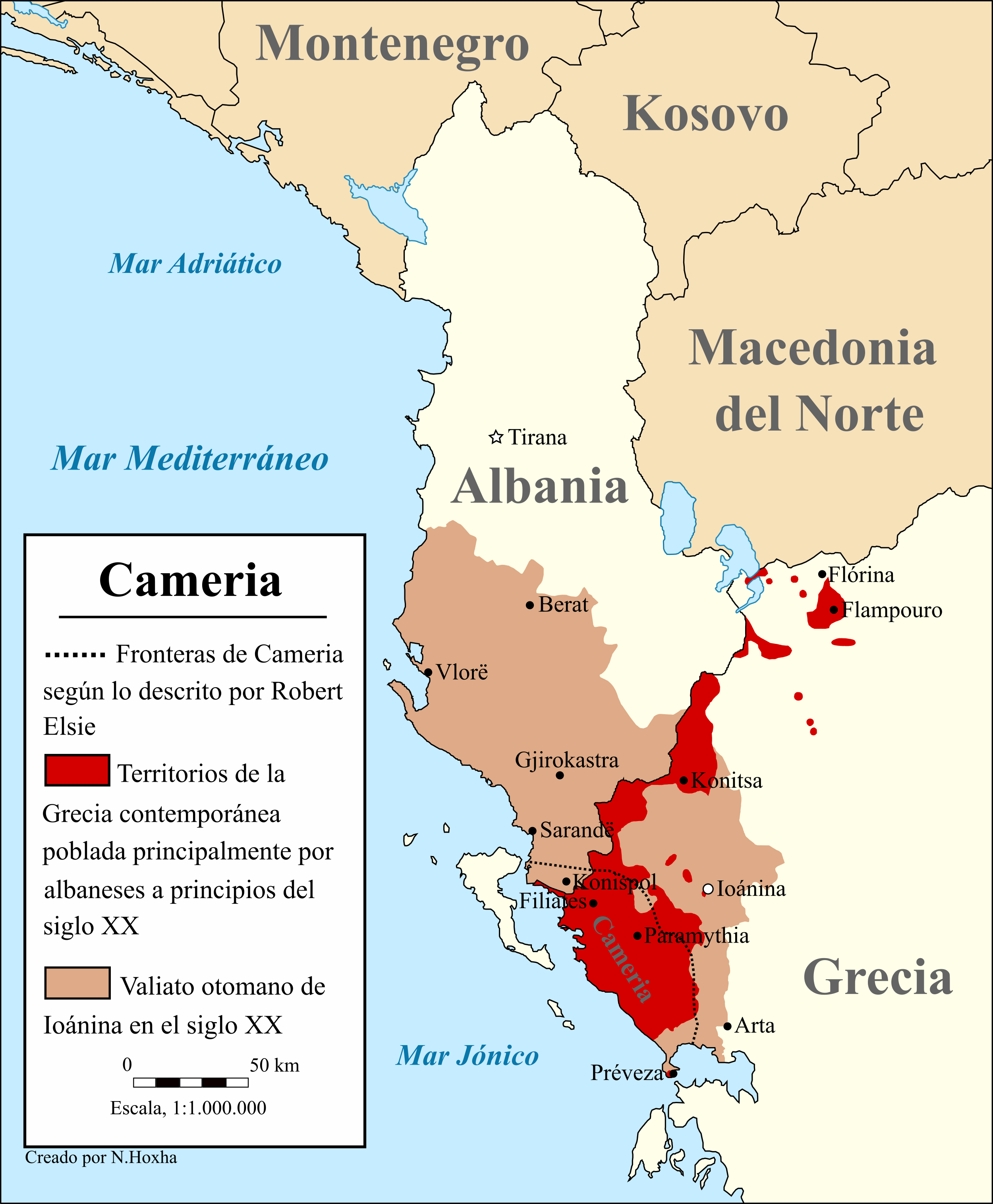
El mapa ilustra los contornos de la región histórica de Cameria según lo descrito por Robert Elsie. El mapa muestra también el vilayet otomano de Janina y los territorios aproximados en la Grecia contemporánea con altas concentraciones de albaneses a principios del.

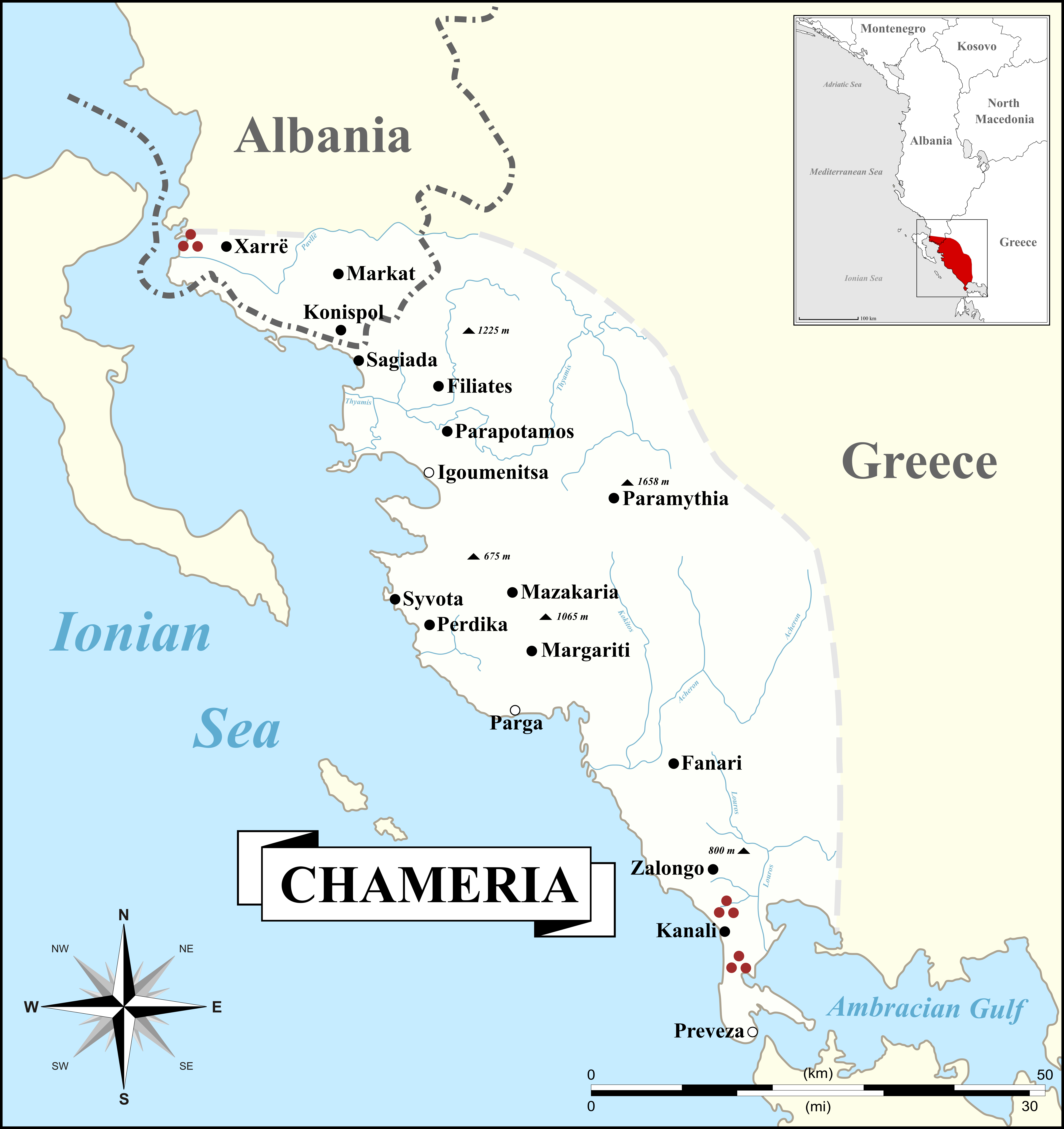
La región, en blanco.

Cameria (en albanés: Çamëria; en griego: Τσαμουριά, Tsamouriá) es una región histórica de la península de los Balcanes. Fue ámbito de influencia de Epiro. Actualmente se corresponde con el extremo sur de Albania y el noroeste de Grecia. Aunque el término está en desuso en Grecia, en Albania se utiliza en relación con los camerios (çam), etnia albanesa.